# Neuenmarkt
Neuenmarkt is een gemeente in de Duitse deelstaat Beieren, en maakt deel uit van het Landkreis Kulmbach.
Neuenmarkt telt 2.933 inwoners.
De gemeente ligt te midden van licht heuvelachtig boerenland. De landbouw is het belangrijkste middel van bestaan in de gemeente. Andere bedrijvigheid is alleen van lokaal of regionaal belang. In de gemeente wonen ook forensen, die een werkkring in een grotere plaats in de omgeving hebben.

## Indeling van de gemeente
Neuenmarkt heeft 11 Gemeindeteile , te weten:
- Brandhaus (Einöde[2])
- Eichmühle (Einöde)
- Hegnabrunn (tegen de westrand van Neuenmarkt aan liggend dorp)
- Lettenhof (Einöde)
- Neuenmarkt (parochiedorp en hoofdplaats)
- Oberlangenroth (Einöde)
- Raasen  (gehucht)
- Reutlashof (gehucht)
- Schlömen (dorpje met ca. 100 inwoners)
- See  (dorpje met ca. 100 inwoners)
- Unterlangenroth (gehucht)

## Geschiedenis
Neuenmarkt en het aangrenzende Hegnabrunn worden in een document uit 1398 voor het eerst vermeld. De graven van Orlamünde hadden hier in de late middeleeuwen veel bezittingen; het gemeentewapen is ten dele aan motieven van hun familiewapen ontleend.
In 1848 begon een periode van economische groei door de aansluiting op het spoorwegnet.

## Infrastructuur
De Staatsstraße 2183 leidt naar Wirsberg en de daar verlopende Bundesstraße 303 (1,6 km noordoostwaarts).

### Spoorwegen

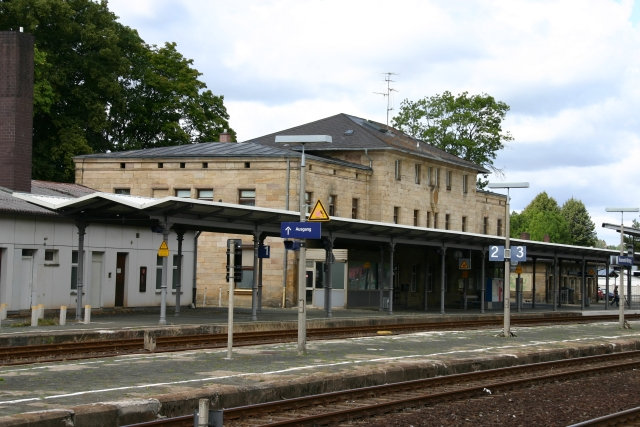
Station Neuenmarkt-Wirsberg
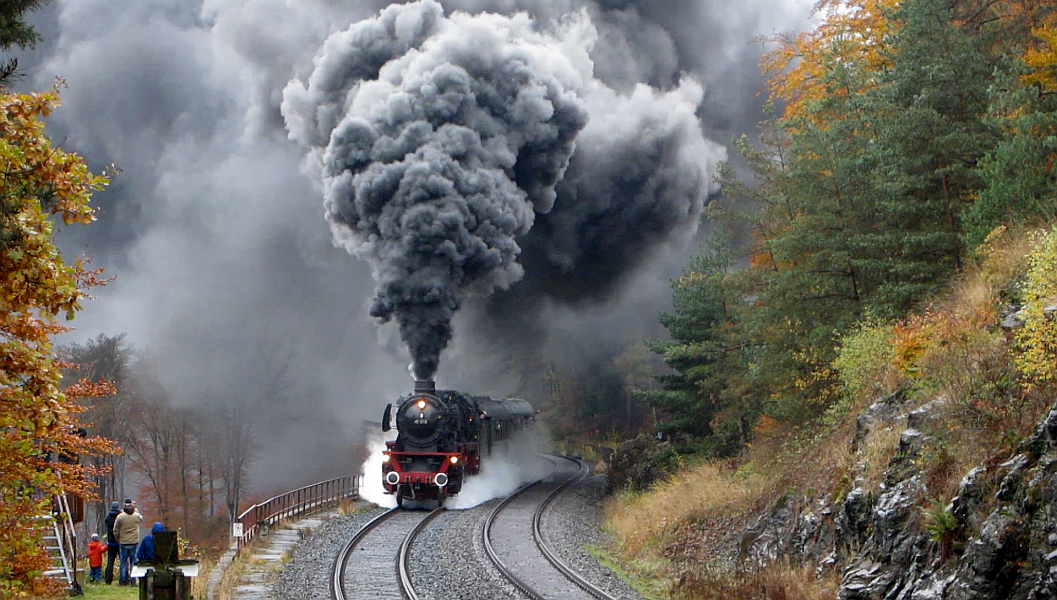
Stoomloc. DR-Baureihe 41 op de Schiefe Ebene, november 2016
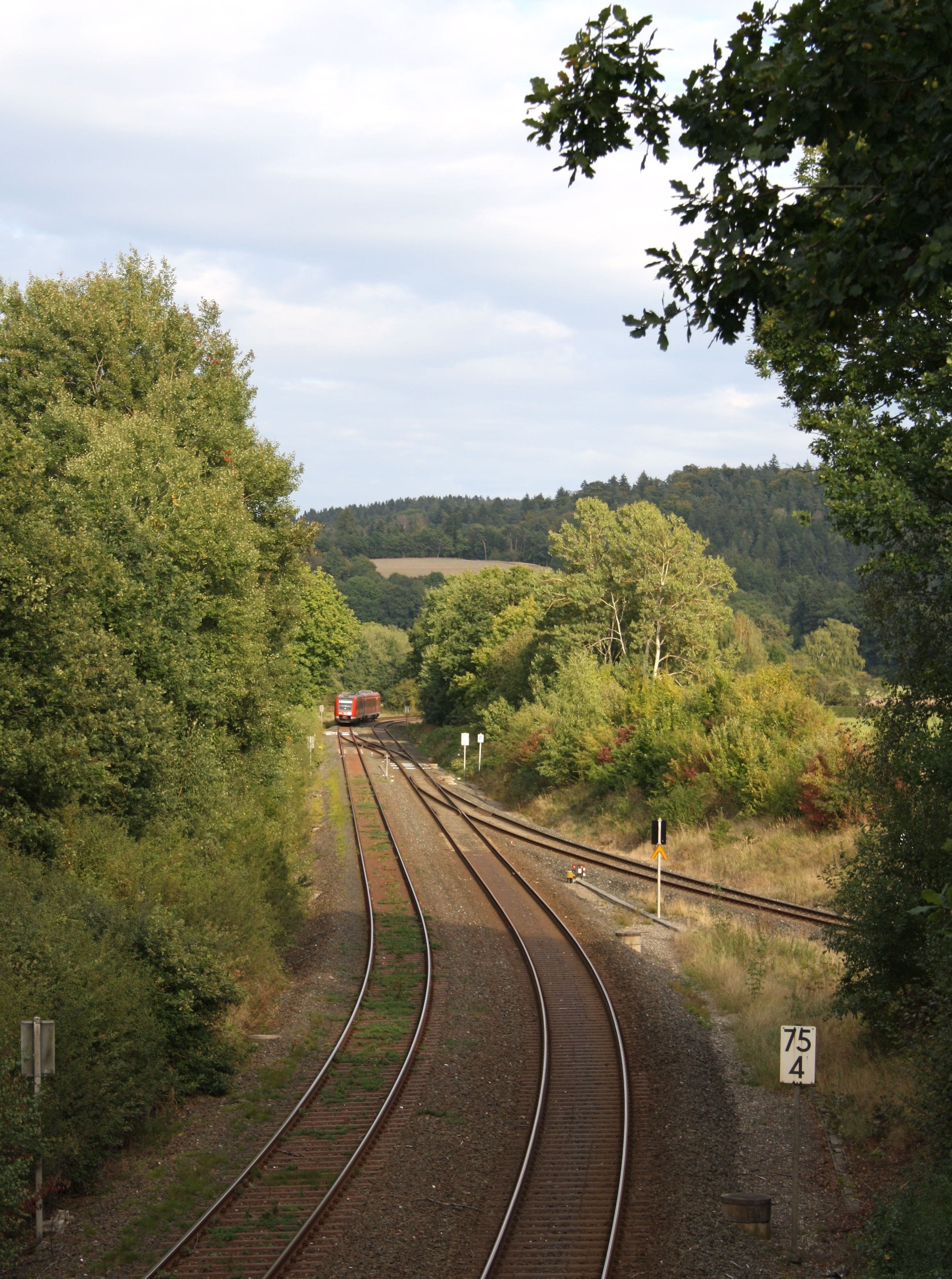
Beginpunt Schiefe Ebene ten O van Neuenmarkt
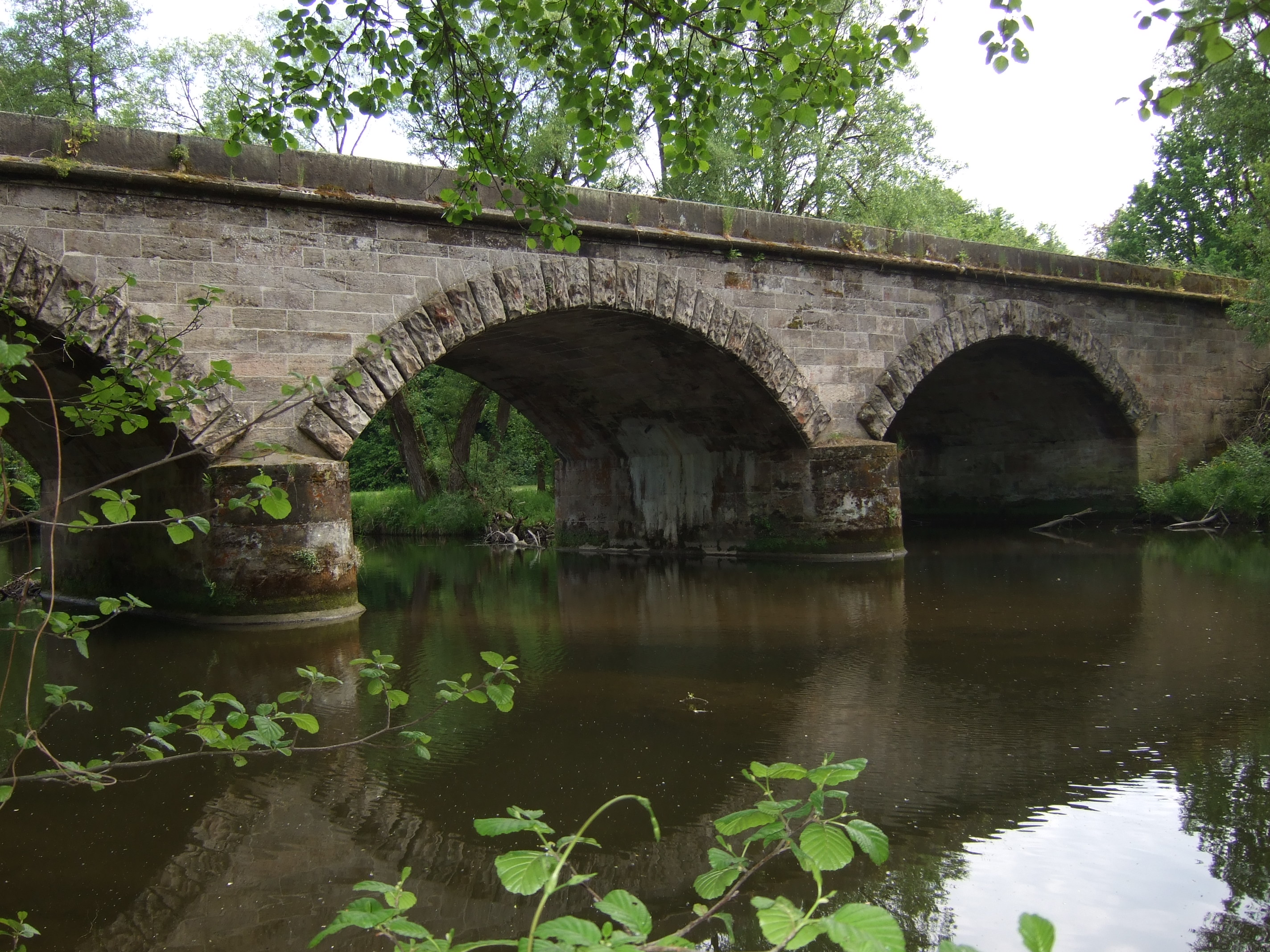
Spoorbrug bij Schlömen over de Witte Main

Neuenmarkt is in geheel Duitsland bekend vanwege zijn aandeel in de geschiedenis van de spoorwegen. Het station van het plaatsje, Station Neuenmarkt-Wirsberg, ligt aan het begin van een bijzonder, 7 km lang, stijgend spoorlijntje naar Marktschorgast met de naam Schiefe Ebene (Scheve Vlakte). Deze lijn werd tussen 1844 en 1848 aangelegd als eerste bergspoor van Europa, nog vóór de uitvinding van de  tandradbaan. Voor meer informatie wordt verwezen naar onderstaande link. Over dit spoorlijntje wordt met enige regelmaat gereden door historische stoomlocomotieven, en er is ook het Deutsche Dampflokmuseum, het Duitse Stoomloc-museum, gevestigd. Officieel is de Schiefe Ebene een deel van de Spoorlijn Bamberg - Hof, tussen km-paal 74,4 en km-paal 81,1.
Station Neuenmarkt-Wirsberg is ook het eindpunt van een lokaalspoorverbinding met Station Bayreuth.

## Afbeeldingen

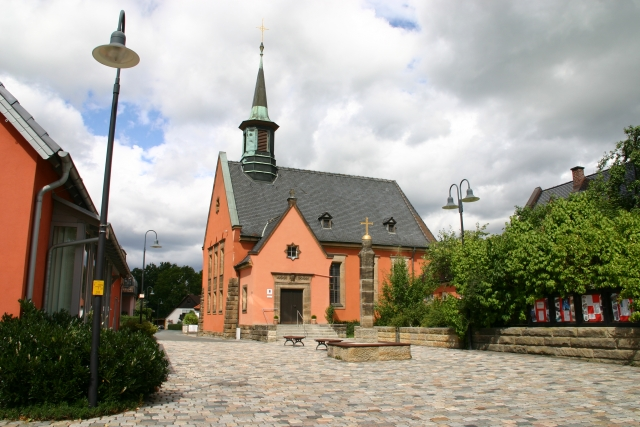
De evangelische kerk in Neuenmarkt (1925)